# Only Human
«Only Human» es una canción escrita e interpretada por el grupo estadounidense Jonas Brothers. La canción fue lanzada el día 2 de julio de 2019, como el tercer sencillo de su álbum Happiness Begins a través de Republic Records.

## Antecedentes y lanzamiento
«Only Human» fue escrito por Joe Jonas, Nick Jonas, Kevin Jonas junto al productor Shellback. Fue el 2 de julio de 2019 como el tercer sencillo de su álbum Happiness Begins a través de Republic Records. En una crítica positiva, Olivia Horn de Pitchfork elogió la composición de la canción, señalando que "el ritmo del reggae [...] funciona sorprendentemente bien".

## Video musical
El video musical del tema se estrenó el 13 de agosto de 2019 con temáticas de la época de los 80.

## Presentaciones en vivo
Los Jonas Brothers interpretaron el tema en el programa The Tonight Show Starring Jimmy Fallon en junio de 2019. La pista fue nuevamente presentada el día 18 de julio de 2019 en el programa de televisión Late Night with Seth Meyers. El 24 de noviembre de 2019, volvieron a interpretar la canción en la ceremonia de los American Music Awards.

## Créditos y personal
Créditos adaptados de Genius y Tidal.
- Nick Jonas – voz, composición
- Joe Jonas – voz, composición
- Kevin Jonas – voz, composición
- Shellback –  coros, productor, compositor, programador, bajo, batería, teclados, pandereta
- Peter Karlsson – productor vocal
- Michael Engström – bajo
- Jason McNab – pandereta
- Jimmy Carr – pandereta
- Kasper Komar – pandereta
- Robert Mollard – pandereta
- Peter Noos Johansson – trombón
- Janne Bjerger – trompeta
- Magnus Johansson – trompeta
- Serban Ghenea –  mezclador, estudio personal
- John Hanes –  ingeniero de mezcla, personal de estudio

## Posicionamiento en listas
| Listas (2019)                             | Mejor posición |
| ----------------------------------------- | -------------- |
| Alemania (Airplay Chart)                  | 8              |
| Australia (ARIA)                          | 38             |
| Bélgica (Ultratop) Flanders               | 10             |
| Bélgica (Ultratop) Wallonia               | 37             |
| Canadá (Canadian Hot 100)                 | 20             |
| Canadá (Canadian AC)                      | 22             |
| Canadá (CHR/Top 40)                       | 4              |
| Canadá (Hot AC)                           | 3              |
| China (Airplay/FL)                        | 27             |
| Escocia (Official Charts Company)         | 84             |
| Eslovaquia (Radio Top 100)                | 18             |
| Eslovaquia (Singles Digitál Top 100)      | 26             |
| Eslovenia (SloTop50)                      | 9              |
| Estados Unidos (Billboard Hot 100)        | 19             |
| Estados Unidos (Adult Contemporary)       | 26             |
| Estados Unidos (Adult Top 40)             | 6              |
| Estados Unidos (Dance/Mix Show Airplay)   | 14             |
| Estados Unidos (Mainstream Top 40)        | 3              |
| Estados Unidos (Rolling Stone Top 100)    | 51             |
| Estonia (Eesti Tipp-40)                   | 31             |
| Francia (SNEP)                            | 109            |
| Hungría (Stream Top 40)                   | 18             |
| Irlanda (IRMA)                            | 30             |
| Nueva Zelanda Hot Singles (RMNZ)          | 35             |
| Países Bajos (Dutch Top 40)               | 8              |
| Países Bajos (Single Top 100)             | 35             |
| Polonia (Polish Airplay Top 100)          | 2              |
| Portugal (AFP)                            | 67             |
| Reino Unido (UK Singles Chart)            | 64             |
| República Checa (Rádio Top 100)           | 41             |
| República Checa (Singles Digitál Top 100) | 40             |
| Rumania (Airplay 100)                     | 42             |
| Suecia (Sverigetopplistan)                | 92             |
| Suiza (Schweizer Hitparade)               | 48             |

## Certificaciones
| País (organismo certificador) | Certificación | Unidades certificadas |
| ----------------------------- | ------------- | --------------------- |
| Canadá (Music Canada)         | Oro           | 40 000                |

## Historial de lanzamiento
| País           | Fecha              | Formato                | Discográfica     | Ref    |
| -------------- | ------------------ | ---------------------- | ---------------- | ------ |
| Estados Unidos | 2 de julio de 2019 | Contemporary hit radio | Republic Records | [ 50 ] |
| Italia         | 5 de julio de 2019 | Contemporary hit radio | Republic Records | [ 51 ] |